# Bystry Bill
Bystry Bill / Psotny Bill / Psotny miś Koala (ang. The Adventures of Blinky Bill) – amerykańsko-kanadyjsko-australijski serial animowany stworzony przez kanadyjskiego animatora Danny Antonucci i emitowany w USA na antenie Cartoon Network (04.01.1999-29.06.2008, emitowany wraz z programem Ed, Edd i Eddy). Serial z polskim dubbingiem po raz pierwszy w Polsce wyemitowano 7 maja 1996 roku w TVP1, natomiast emisja serialu odbyła się 6 września 1999 na antenie polskiego Cartoon Network i emisja w polskim Cartoon Network trwała do 26 grudnia 2014 (tego samego dnia, co Ed, Edd i Eddy).

## Fabuła
Bill to mały i sympatyczny miś koala ubrany w czerwone spodenki, ogrodniczki zapinane na jedno ramię, który wraz z przyjaciółmi mieszka w wielkim lesie. Pewnej nocy wykarczowano las ze wszystkich dużych i pięknych drzew. Od tej pory Bill jest obrońcą lasu przed złymi ludźmi. Wraz z grupką przyjaciół: kangurem, dziobakiem, myszką, zieloną jaszczurką oraz misią koala, postanawia odbudować leśne miasteczko i posadzić mnóstwo nowych drzewek. Młodym obrońcom pomaga doświadczony wombat.

## Wersja polska
Premiera serialu w Polsce odbyła się 7 maja 1996 roku na antenie TVP1 pod tytułem Bystry Bill z polskim dubbingiem. W późniejszym czasie serial nadawany był na antenie Polsatu i TV4 jako Psotny Bill z lektorem. W wersji Polsatu lektorem był Jacek Brzostyński, a TV4 Mariusz Siudziński. Serial został wydany na VHS pod nazwą Psotny miś Koala w wersji lektorskiej Jerzy Rosołowski.

### Dubbing
Wersja emitowana na TVP1 z dubbingiem pod tytułem Bystry Bill.
Wersja Polska: Master Film
Reżyseria: Ilona Kuśmierska
 Miriam Aleksandrowicz (odc. 6-26)
Udział wzięli:
- Izabella Dziarska – Psotny Bill
- Iwona Rulewicz – Nutsy
- Grzegorz Hardej – Nutsy (jedna kwestia w odc. 4 i 7, odc. 9, 12, 16, 20, 23, i 25)
- Zbigniew Konopka – Wombo
- Cezary Kwieciński – Skoczek
- Monika Jóźwik – Flap
- Jolanta Wilk – Marcia
- Robert Czebotar – Danny Dingo
- Jacek Sołtysiak – Shifty Dingo
- Dariusz Odija – Meatball Dingo
- Marek Obertyn – Gruby Kot (odc. 19)
- Ilona Kuśmierska

i inni
Piosenkę tytułową śpiewali: Grzegorz Kucias, Stefan Każuro i Zbigniew Konopka
Lektor: Jacek Brzostyński
Druga wersja dubbingu
Wersja polska: SDI MEDIA POLSKA
Reżyseria: Katarzyna Ciecierska
Dialogi polskie: Krzysztof Pieszak
Kierownictwo muzyczne:
- Piotr Gogol

Dźwięk: Łukasz Fober
'W polskiej wersji wystąpili':
- Wojciech Paszkowski – Bystry Bill, Flap, Skoczek, Danny
- Anna Sztejner – Nutsy
- Mateusz Narloch – Brat Danny’ego
- Wit Apostolakis – Shifty Dingo

i inni
Lektor: Artur Kaczmarski

### Lektor Polsatu
- Lektor: Jacek Brzostyński

### Lektor TV4
Wersja z lektorem emitowana pod tytułem Psotny Bill.
- Lektor: Mariusz Siudziński

### Wersja VHS
Wersja wydana z lektorem na VHS pod tytułem Psotny miś Koala.
- Dystrybucja: VIM
- Lektor: Jerzy Rosołowski

Źródło:

## Spis odcinków
| Premiera odcinka (wersja z dubbingiem) | Nr | Polski tytuł                        | Angielski tytuł                         |
| -------------------------------------- | -- | ----------------------------------- | --------------------------------------- |
|                                        |    |                                     |                                         |
| SERIA PIERWSZA                         |    |                                     |                                         |
|                                        |    |                                     |                                         |
| 07.05.1996                             | 01 |                                     | Blinky Bill’s Favourite Cafe            |
|                                        |    |                                     |                                         |
| 14.05.1996                             | 02 |                                     | Blinky Bill’s Fire Brigade              |
|                                        |    |                                     |                                         |
| 21.05.1996                             | 03 |                                     | Blinky Rescues The Budgie               |
|                                        |    |                                     |                                         |
| 28.05.1996                             | 04 |                                     | Blinky Bill’s Fund Run                  |
|                                        |    |                                     |                                         |
| 04.06.1996                             | 05 | Bill zostaje nauczycielem           | Blinky Bill the Teacher                 |
|                                        |    |                                     |                                         |
| 11.06.1996                             | 06 |                                     | Blinky and the Red Car                  |
|                                        |    |                                     |                                         |
| 18.06.1996                             | 07 | Billy walczy z suszą                | Blinky Breaks The Drought               |
|                                        |    |                                     |                                         |
| 25.06.1996                             | 08 | Billy i okulary babci               | Blinky Saves Granny’s Glasses           |
|                                        |    |                                     |                                         |
| 02.07.1996 01.12.2008 (Nickelodeon)    | 09 | Billy i jaskinia duchów             | Blinky Bill’s Ghost Cave                |
|                                        |    |                                     |                                         |
| 09.07.1996                             | 10 |                                     | Blinky Bill’s Zoo                       |
|                                        |    |                                     |                                         |
| 16.07.1996                             | 11 |                                     | Blinky And The Magician                 |
|                                        |    |                                     |                                         |
| 23.07.1996                             | 12 | Detektyw Bill                       | Detective Blinky                        |
|                                        |    |                                     |                                         |
| 30.07.1996                             | 13 | Billy i serce drzewa                | Blinky And The Heart Of The Tree        |
|                                        |    |                                     |                                         |
| 06.08.1996                             | 14 | Billy i biały koala                 | Blinky And The Strange Koala            |
|                                        |    |                                     |                                         |
| 13.08.1996                             | 15 | Kopalnia złota Bystrego Billa       | Blinky Bill’s Gold Mine                 |
|                                        |    |                                     |                                         |
| 20.08.1996                             | 16 |                                     | Blinky And The Film Star                |
|                                        |    |                                     |                                         |
| 27.08.1996                             | 17 |                                     | Blinky Bill’s Treasure Hunt             |
|                                        |    |                                     |                                         |
| 03.09.1996                             | 18 | Billy i klub miejskich pieszczochów | Blinky Bill And Club Pet                |
|                                        |    |                                     |                                         |
| 10.09.1996                             | 19 | Billy i wybory                      | Blinky Bill Leads The Gang              |
|                                        |    |                                     |                                         |
| 17.09.1996                             | 20 |                                     | Blinky Bill Finds Marcia Mouse          |
|                                        |    |                                     |                                         |
| 24.09.1996                             | 21 | Billy i potwór                      | Blinky Bill and the Monster             |
|                                        |    |                                     |                                         |
| 01.10.1996                             | 22 | Billy ratuje gałązkę                | Blinky Saves Twiggy                     |
|                                        |    |                                     |                                         |
| 08.10.1996                             | 23 | Billy zostaje merem                 | Mayor Blinky Bill                       |
|                                        |    |                                     |                                         |
| 15.10.1996                             | 24 |                                     | Who Is Blinky Bill?                     |
|                                        |    |                                     |                                         |
| 22.10.1996                             | 25 | Kwiaty na Dzień Matki               | Blinky Bill’s Mother’s Day              |
|                                        |    |                                     |                                         |
| 29.10.1996                             | 26 | Weselny piknik                      | Blinky Bill’s Wedding Picnic            |
|                                        |    |                                     |                                         |
| SERIA DRUGA                            |    |                                     |                                         |
|                                        |    |                                     |                                         |
|                                        | 27 |                                     | Blinky Bill And The Hypnotist           |
|                                        |    |                                     |                                         |
|                                        | 28 |                                     | Blinky Bill And The Old Wombat’s Home   |
|                                        |    |                                     |                                         |
|                                        | 29 |                                     | Blinky Bill And The Baby Show           |
|                                        |    |                                     |                                         |
|                                        | 30 |                                     | Blinky Bill Meets Mr. Echidna           |
|                                        |    |                                     |                                         |
|                                        | 31 |                                     | Blinky Bill And The House Guest         |
|                                        |    |                                     |                                         |
|                                        | 32 |                                     | Blinky Bill And The Mystery Pollution   |
|                                        |    |                                     |                                         |
|                                        | 33 |                                     | Blinky Bill And The Blue Mystery        |
|                                        |    |                                     |                                         |
|                                        | 34 |                                     | Blinky Bill Goes Camping                |
|                                        |    |                                     |                                         |
|                                        | 35 |                                     | Blinky Bill And The Earthquake          |
|                                        |    |                                     |                                         |
|                                        | 36 |                                     | Blinky Bill Down On The Farm            |
|                                        |    |                                     |                                         |
|                                        | 37 |                                     | Blinky Bill Is Kidnapped                |
|                                        |    |                                     |                                         |
|                                        | 38 |                                     | Blinky Bill And The Lost Puppy          |
|                                        |    |                                     |                                         |
|                                        | 39 |                                     | Blinky Bill And The Winter’s Tale       |
|                                        |    |                                     |                                         |
|                                        | 40 |                                     | Blinky Bill And The Polar Bears         |
|                                        |    |                                     |                                         |
|                                        | 41 |                                     | Blinky Bill And The Lighthouse          |
|                                        |    |                                     |                                         |
|                                        | 42 |                                     | Blinky Bill And The Apple Thieves       |
|                                        |    |                                     |                                         |
|                                        | 43 |                                     | Blinky Bill And The Egg Rescue          |
|                                        |    |                                     |                                         |
|                                        | 44 |                                     | Blinky Bill’s Holiday                   |
|                                        |    |                                     |                                         |
|                                        | 45 |                                     | Blinky Bill And The Bird Smugglers      |
|                                        |    |                                     |                                         |
|                                        | 46 |                                     | Blinky Bill And The Crocodiles          |
|                                        |    |                                     |                                         |
|                                        | 47 |                                     | Blinky And Gretel                       |
|                                        |    |                                     |                                         |
|                                        | 48 |                                     | Blinky Remembers Nutsy’s Birthday       |
|                                        |    |                                     |                                         |
|                                        | 49 |                                     | Blinky Bill And The Real Estate Swindle |
|                                        |    |                                     |                                         |
|                                        | 50 |                                     | Blinky Bill And The Feud                |
|                                        |    |                                     |                                         |
|                                        | 51 |                                     | Blinky Bill And The Possum Cinema       |
|                                        |    |                                     |                                         |
|                                        | 52 |                                     | Blinky Bill And The Balloon             |
|                                        |    |                                     |                                         |